# 레오 치앙라이 스타디움
레오 치앙라이 스타디움(태국어: ลีโอ เชียงราย สเตเดียม)은 태국 치앙라이주에 위치한 축구 전용 경기장으로 수용 인원은 11,354명이다. 치앙라이 유나이티드의 홈 구장으로 사용되고 있다.